# Riccardo Petrazzi
Riccardo Petrazzi (Roma, 12 luglio 1938 – Roma, 3 giugno 2003) è stato un attore e stuntman italiano.

## Biografia
Stuntman, aiuto regista e assistente alla regia, ha lavorato spesso anche come interprete, dividendosi tra cinema e televisione.

## Filmografia

### Attore
- A 077 - Sfida ai killers, regia di Antonio Margheriti (1966) – non accreditato
- Spara, Gringo, spara, regia di Bruno Corbucci (come Frank B. Corlish) (1968) – non accreditato
- Oggi a me... domani a te, regia di Tonino Cervi (1968) – non accreditato
- Gli fumavano le Colt... lo chiamavano Camposanto, regia di Giuliano Carnimeo (1971)
- Uomo avvisato mezzo ammazzato... parola di Spirito Santo, regia di Giuliano Carnimeo (1971)
- Testa t'ammazzo, croce... sei morto - Mi chiamano Alleluja, regia di Giuliano Carnimeo (1971)
- L'arciere di fuoco, regia di Giorgio Ferroni (1971)
- ...continuavano a chiamarlo Trinità, regia di Enzo Barboni (come E.B. Clucher) (1971)
- Anda muchacho, spara!, regia di Aldo Florio (1971)
- Trinità e Sartana figli di..., regia di Mario Siciliano (1972)
- Terza ipotesi su un caso di perfetta strategia criminale, regia di Giuseppe Vari (come Joseph Warren) (1972)
- La mano lunga del padrino, regia di Nardo Bonomi (1972)
- Spirito Santo e le 5 magnifiche canaglie, regia di Roberto Mauri (1972)
- Si può fare molto con 7 donne, regia di Fabio Piccioni (1972)
- Casa d'appuntamento, regia di Ferdinando Merighi (1972)
- Sentivano... uno strano, eccitante, pericoloso puzzo di dollari, regia di Italo Alfaro (1973)
- Milano trema: la polizia vuole giustizia, regia di Sergio Martino (1973)
- Metti... che ti rompo il muso, regia di Giuseppe Vari (1973)
- La polizia incrimina, la legge assolve, regia di Enzo G. Castellari (1973)
- Diario segreto da un carcere femminile, regia di Rino Di Silvestro (1973)
- Il ritorno di Zanna Bianca, regia di Lucio Fulci (1974)
- Di Tresette ce n'è uno, tutti gli altri son nessuno, regia di Giuliano Carnimeo (1974)
- Il cittadino si ribella, regia di Enzo G. Castellari (1974)
- Vai gorilla, regia di Tonino Valerii (1975)
- Il giustiziere sfida la città, regia di Umberto Lenzi (1975)
- Simone e Matteo - Un gioco da ragazzi, regia di Giuliano Carnimeo (1975)
- L'uomo della strada fa giustizia, regia di Umberto Lenzi (1975)
- La città gioca d'azzardo, regia di Sergio Martino (1975)
- Che botte ragazzi!, regia di Bitto Albertini (1975)
- Il giustiziere sfida la città, regia di Umberto Lenzi (1975)
- Napoli violenta, regia di Umberto Lenzi (1976)
- Roma a mano armata, regia di Umberto Lenzi (1976)
- Il vangelo secondo Simone e Matteo, regia di Giuliano Carnimeo (1976)
- San sha ben tan xiao fu xing (Kidnap in Rome), regia di See-Yuen Ng (1976)
- Il trucido e lo sbirro, regia di Umberto Lenzi (1976)
- Mannaja, regia di Sergio Martino (1977)
- La polizia è sconfitta, regia di Domenico Paolella (1977)
- La banda del gobbo, regia di Umberto Lenzi (1977)
- Il cinico, l'infame, il violento, regia di Umberto Lenzi (1977)
- Milano... difendersi o morire, regia di Gianni Martucci (1978)
- Un poliziotto scomodo, regia di Stelvio Massi (1978)
- Lo chiamavano Bulldozer, regia di Michele Lupo (1978)
- Scontri stellari oltre la terza dimensione, regia di Luigi Cozzi (come Lewis Coates) (1978)
- Il grande attacco, regia di Umberto Lenzi (1978)
- Squadra antigangsters, regia di Bruno Corbucci (1979)
- Da Corleone a Brooklyn, regia di Umberto Lenzi (1979)
- Speed Driver, regia di Stelvio Massi (1980)
- Speed Cross, regia di Stelvio Massi (1980)
- Cannibal Ferox, regia di Umberto Lenzi (1981)
- I nuovi barbari, regia di E. G. Castellari (1983)
- Tuareg - Il guerriero del deserto, regia di E. G. Castellari (1984)
- Rage - Fuoco incrociato, regia di Tonino Ricci (come Anthony Richmond) (1984)
- I due carabinieri, regia di Carlo Verdone (1984)
- Tex e il signore degli abissi, regia di Duccio Tessari (1985)
- I giorni dell'inferno, regia di Tonino Ricci (1986)
- Remake, regia di Ansano Giannarelli (1987)
- Fuoco incrociato, regia di Alfonso Brescia (1988)
- Bye Bye Vietnam, regia di Camillo Teti (1988)
- Hornsby e Rodriguez - Sfida criminale, regia di Umberto Lenzi (1992)
- Mamma per caso, regia di Sergio Martino – miniserie TV (1997)

## Doppiatori italiani
- Renato Mori in Cannibal Ferox